# Communauté de communes du Val d'Anglin
La communauté de communes du Val d'Anglin (CCVA) est une ancienne communauté de communes française, située dans le département de l'Indre, en région Centre-Val de Loire.
Le 1er janvier 2013, elle a fusionné avec la communauté de communes de la Marche occitane pour former la communauté de communes Marche Occitane - Val d'Anglin.

## Histoire
- 29 novembre 1996 : création de la communauté de communes.
- 24 janvier 1997 : modification des dispositions de l'article 3 de l'arrêté du 29.11.1996.
- 13 novembre 2004 : modification des compétences (voirie).
- 26 décembre 2008 : adhésion des communes de Lignac et de Tilly et modification des statuts.
- 31 décembre 2012 : disparition de la CDC.

## Territoire communautaire

### Géographie
La communauté de communes se trouvait dans le sud-ouest du département et disposait d'une superficie de 280,97 km2.
Elle s'étendait sur les 7 communes du canton de Bélâbre.

### Composition
Les communes de la CDC étaient :  Bélâbre (siège), Chalais, Lignac, Mauvières, Prissac, Saint-Hilaire-sur-Benaize et Tilly.

### Démographie
| 1996  | 1999  | 2006  | 2008  | 2010  | 2012  |
| ----- | ----- | ----- | ----- | ----- | ----- |
| 3 429 | 3 305 | 2 512 | 3 273 | 3 281 | 3 261 |

## Administration

### Liste des présidents
| Période          | Période          | Identité     | Étiquette | Qualité          |
| ---------------- | ---------------- | ------------ | --------- | ---------------- |
| 29 novembre 1996 | 31 décembre 2012 | René Duplant | DVD       | Maire de Bélâbre |

### Compétences
Les compétences de la communauté de communes étaient :
- l'aménagement de l'espace ;
- le développement et l'aménagement économique ;
- le développement et l'aménagement social et culturel ;
- l'environnement ;
- le logement et l'habitat ;
- la voirie.